# 瓜德罗普大区区徽
瓜德罗普大区区徽是加勒比地区法國海外大區瓜德罗普的徽章。官方版本的瓜德罗普大区区徽是符号化的太阳和鸟的组合，背景是一个一半背景色是绿色、一半背景色是蓝色的组合。非官方的瓜德罗普大区区徽背景分为两部分，上半部分背景为蓝色，带有法国的百合花饰，下方背景色则为蓝色，含有太阳和鸟的图案。